# Пољопривредна школа са домом ученика ПК Београд
Пољопривредна школа са домом ученика ПК Београд основана је 24. марта 1965. године, од Управног одбора уд Пољопривредног комбината Београд.

## Историјат
Комбинат је школу основао за своје потребе јер у постојећим школама није могао да обезбеди одговарајући кадар за своје погоне сем газдинства. До 1978. године ПКБ је сносио комплетне и материјалне трошкове, трошкове наставног особља, трошкове смештаја, исхране ученика у дому. Од 1978. године школа улази у систем средњег образовања када почиње да школује кадрове пољопривредне, прехрамбене и ветеринарске струке од III до V степена.
Од оснивања школе до данас редовно школовање у Пољопривредној школи са домом ученика ПК „Београд” завршило је око 6.000 ученика пољопривредне, прехрамбене и ветеринарске струке и око 4.500 радника школујући се уз рад. Већину ученика производних занимања данас су запослени у ПКБ-у и носиоци су примарне производње у својим радним јединицама.

## Настава
Број одељења која је школа образује у последњих неколико година смањио се са 34 на 29 одељења.
Наставни процес се обавља у:
- 7 учионица
- 10 кабинета за студентски приправник (за анатомију, хортикултуру, биологију, физику, механизацију, образовање, технологија, математика и рачунарство)
- 2 лабораторије (хемија и микробиологија),
- 2 радионице (за прехрамбену струку и цвећарство)
- библиотекама
- Центар за развој каријере и пословне етике
- гаража и рампе за машину са радионицом
- тракторима са својим везним машинама за земљорадњу

Поред тога, за практичног ученика у школи, школа такође поседује:
- објекат за смештај кока - носиља
- ветеринарску амбуланту
- пластеници за гајење цвећа

## Пракса
Један од практичних настава школе је производња ПКБ корпорације, као и Соко Штарк, Фриком, Београдска индустрији пива, парцела Пољопривредног факултета Београд у Радмиловцу или многе друге брендиране компаније као што су "Имлек", "Делта-Макси", "Београдска пекарска индустрија", Ветеринарски факултет у Београду, Београдски зоо врт.

## Награде
За свој четрдесетогодишњи рад, школа је добила низ признања од којих се истичу: 
- Златно слово - за организацију описмењавања и основног образовања (махом радника ПКБ-а)
- Специјална диплома - као резултат система пољопривредног комбината Београд
- Мајски цвет - за постигнуте резултате у образовању омладине и радника (3 пута добијен)
- Вукова повеља - за резултате у образовању
- Диплома Ђуро Салај – за укупне резултате у образовању и васпитању Савез синдиката Југославије доделио је своје највеће признање
- Сребрни знак Црвеног крста - за значајне резултате у остварењу задатака и циљева Црвеног крста.